# Alexander Waske
Alexander Waske (Frankfurt del Main, 31 de març de 1975) és un exjugador professional de tennis alemany.
Al llarg de la seva carrera va guanyar quatre títols de dobles en les set finals que va disputar, que li van permetre ser el número 16 del rànquing de dobles l'any 2007. Ja retirat va crear l'acadèmia de tennis Schüttler Waske Tennis-University junt amb el també extennista alemany Rainer Schüttler.

## Palmarès: 5 (0−4−1)

### Dobles: 8 (4−4)
| Llegenda (pre/post 2009)                                 |
| -------------------------------------------------------- |
| Grand Slams (0−0)                                        |
| Tennis Masters Cup / ATP Finals (0−0)                    |
| ATP Masters Series / ATP World Tour Masters 1000 (0−0)   |
| ATP International Series Gold / ATP World Tour 500 (1−1) |
| ATP International Series / ATP World Tour 250 (3−3)      |

| Títols per superfície |
| --------------------- |
| Dura (0−2)            |
| Gespa (0−0)           |
| Terra batuda (3−2)    |
| Moqueta (1−0)         |

| Resultat  | Núm. | Data                 | Torneig                  | Superfície   | Parella          | Oponents                           | Marcador            |
| --------- | ---- | -------------------- | ------------------------ | ------------ | ---------------- | ---------------------------------- | ------------------- |
| Finalista | 1.   | 2 de maig de 2005    | Múnic, Alemanya          | Terra batuda | Florian Mayer    | Mario Ančić Julian Knowle          | 3−6, 6−1, 3−6       |
| Guanyador | 1.   | 16 d'abril de 2006   | Houston, Estats Units    | Terra batuda | Michael Kohlmann | Julian Knowle Jürgen Melzer        | 5−7, 6−4, [10−5]    |
| Finalista | 2.   | 30 d'abril de 2006   | Casablanca, Marroc       | Terra batuda | Michael Kohlmann | Julian Knowle Jürgen Melzer        | 3−6, 4−6            |
| Guanyador | 2.   | 1 de maig de 2006    | Múnic                    | Terra batuda | Andrei Pavel     | Alexander Peya Björn Phau          | 6−4, 6−2            |
| Guanyador | 3.   | 29 de gener de 2007  | Zagreb, Croàcia          | Moqueta (i)  | Michael Kohlmann | František Čermák Jaroslav Levinský | 7−6(5), 4−6, [10−5] |
| Finalista | 3.   | 26 de febrer de 2007 | Rotterdam, Països Baixos | Dura (i)     | Andrei Pavel     | Martin Damm Leander Paes           | 3−6, 7−6(5), [8−10] |
| Guanyador | 4.   | 23 d'abril de 2007   | Barcelona, Espanya       | Terra batuda | Andrei Pavel     | Rafael Nadal Tomeu Salvà           | 6−3, 7−6(1)         |
| Finalista | 4.   | 2 d'octubre de 2011  | Bangkok, Tailàndia       | Dura (i)     | Michael Kohlmann | Oliver Marach Aisam-ul-Haq Qureshi | 6−7(4), 6−7(5)      |

### Equips: 2 (1−1)
| Resultat  | Núm. | Data               | Torneig                            | Superfície   | Equip                                                 | Oponents                                                         | Marcador |
| --------- | ---- | ------------------ | ---------------------------------- | ------------ | ----------------------------------------------------- | ---------------------------------------------------------------- | -------- |
| Guanyador | 1.   | 21 de maig de 2005 | Copa del món, Düsseldorf, Alemanya | Terra batuda | Tommy Haas Nicolas Kiefer Florian Mayer               | Guillermo Cañas Juan Ignacio Chela Guillermo Coria Gastón Gaudio | 2−1      |
| Finalista | 1.   | 27 de maig de 2006 | Copa del món, Düsseldorf           | Terra batuda | Nicolas Kiefer Michael Kohlmann Philipp Kohlschreiber | Mario Ančić Ivo Karlović Ivan Ljubičić                           | 1−2      |

## Trajectòria

### Dobles
| Open d'Austràlia | A   | A   | A   | SF    | 1R    | 3R    | A   | A   | A   | A    | A     | 0 / 3    | 6 – 3    |
| Roland Garros | A   | A   | A   | 3R    | SF    | 3R    | A   | 3R  | A   | 2R   | 1R    | 0 / 6    | 11 – 6   |
| Wimbledon | 2R  | A   | A   | QF    | 1R    | A     | A   | A   | A   | 1R   | A     | 0 / 4    | 4 – 4    |
| US Open | A   | A   | A   | 1R    | 3R    | 2R    | A   | A   | A   | 2R   | A     | 0 / 4    | 4 – 4    |
| Victòries − Derrotes | 2−3 | 3−3 | 4−3 | 19−16 | 29−14 | 27−11 | 1−1 | 3−2 | 0−0 | 10−8 | 11−14 | 111 – 76 | 111 – 76 |
| Rànquing a final d'any | 149 | 190 | 80  | 36    | 26    | 30    | 345 | 275 | 324 | 103  | 116   |          |          |
| Llegenda: G: Guanyador; F: Finalista; SF: Semifinalista; QF: Quarts de final; Q: Qualificació; A: Absent; RR: Round Robin; |     |     |     |       |       |       |     |     |     |      |       |          |          |